# Tvis Mølle
Tvis Mølle är en dansk vattenkvarn som ligger nära det tidigare Tvis Kloster, omkring fyra kilometer öster om Holstebro. Kvarnen har legat på sin nuvarande plats vid Tvis Å sedan klostertiden på medeltiden. Den nuvarande byggnaden är en kopia från 1990-talet av en kvarn som fanns på platsen på 1700-talet. 
Tvis Mølle köptes av Holstebro kommun 1993, varefter den grundligt renoverades. Den används som utställningslokal för Holstebro Museum och kommunen bygger också upp Tvis Mølle Naturlaboratorium, ett aktivitetsställe för att inspirera till kontakt med naturen.